# Cosges
Cosges település Franciaországban, Jura megyében. Lakosainak száma 356 fő (2022. január 1.). Cosges Chapelle-Voland, Bletterans, Nance, Bosjean, Frangy-en-Bresse és Le Tartre községekkel határos.

## Népesség
A település népességének változása:
| Lakosok száma | 282  | 282  | 292  | 283  | 353  | 363  | 364  | 360  | 358  | 356  |
|               | 1968 | 1982 | 1990 | 2006 | 2013 | 2015 | 2017 | 2019 | 2020 | 2022 |